# Merseyside International Open
O Merseyside International Open foi uma competição de golfe no circuito europeu da PGA disputada em 1980, no Royal Liverpool Golf Club, em Hoylake próximo a Liverpool, França e foi vencida pelo inglês Ian Mosey em um playoff contra o também inglês Tony Jacklin. Ambos havia terminado empatado com 222 (+6) pontos.

## Campeão

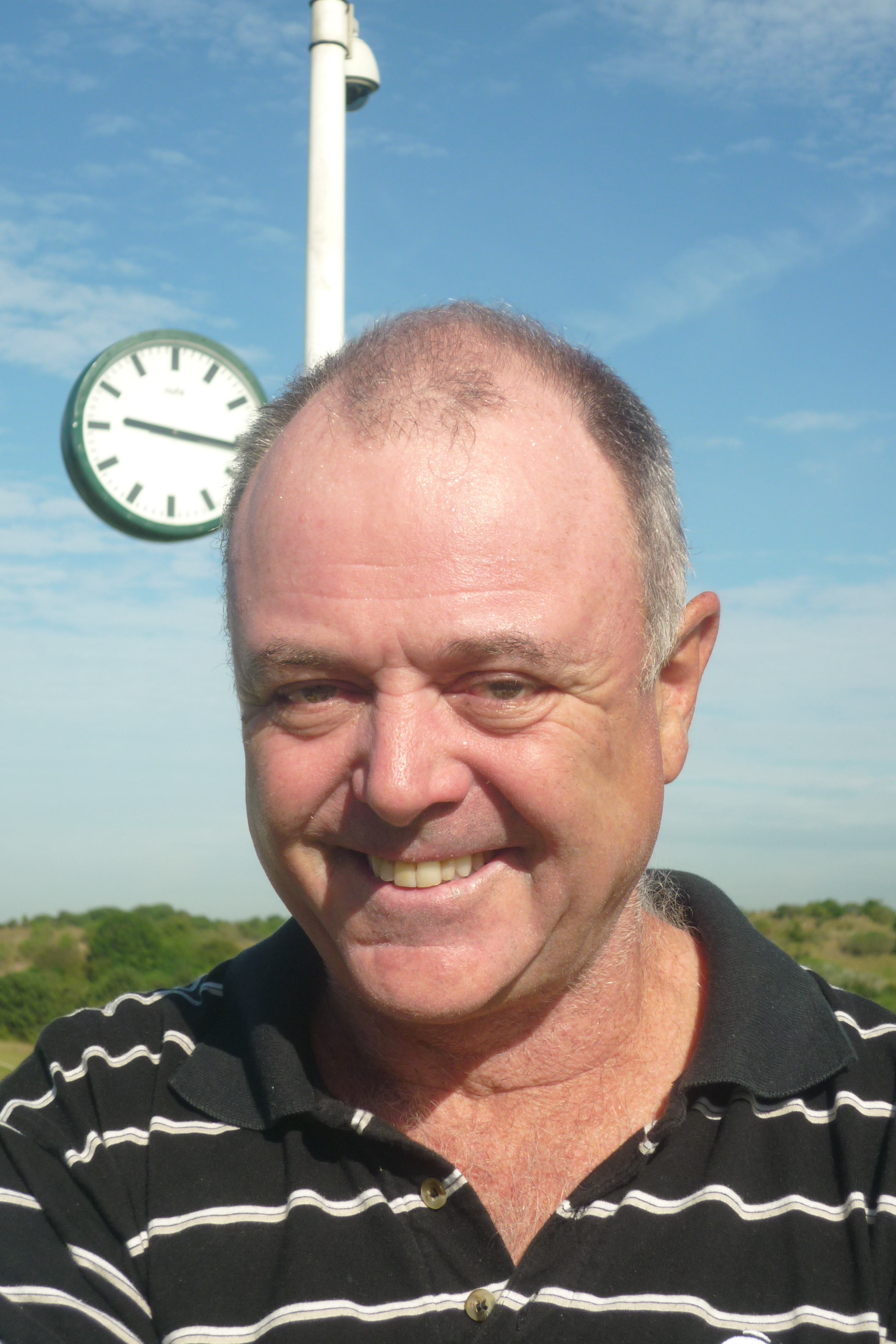
Ian Mosey sagrou-se campeão do playoff.

| Ano  | Campeão   | País       | Pontuação | Par | Margem de vitória | Vice-campeão |
| ---- | --------- | ---------- | --------- | --- | ----------------- | ------------ |
| 1980 | Ian Mosey | Inglaterra | 222       | +6  | Playoff           | Tony Jacklin |